# Caja de Ahorros de Antequera

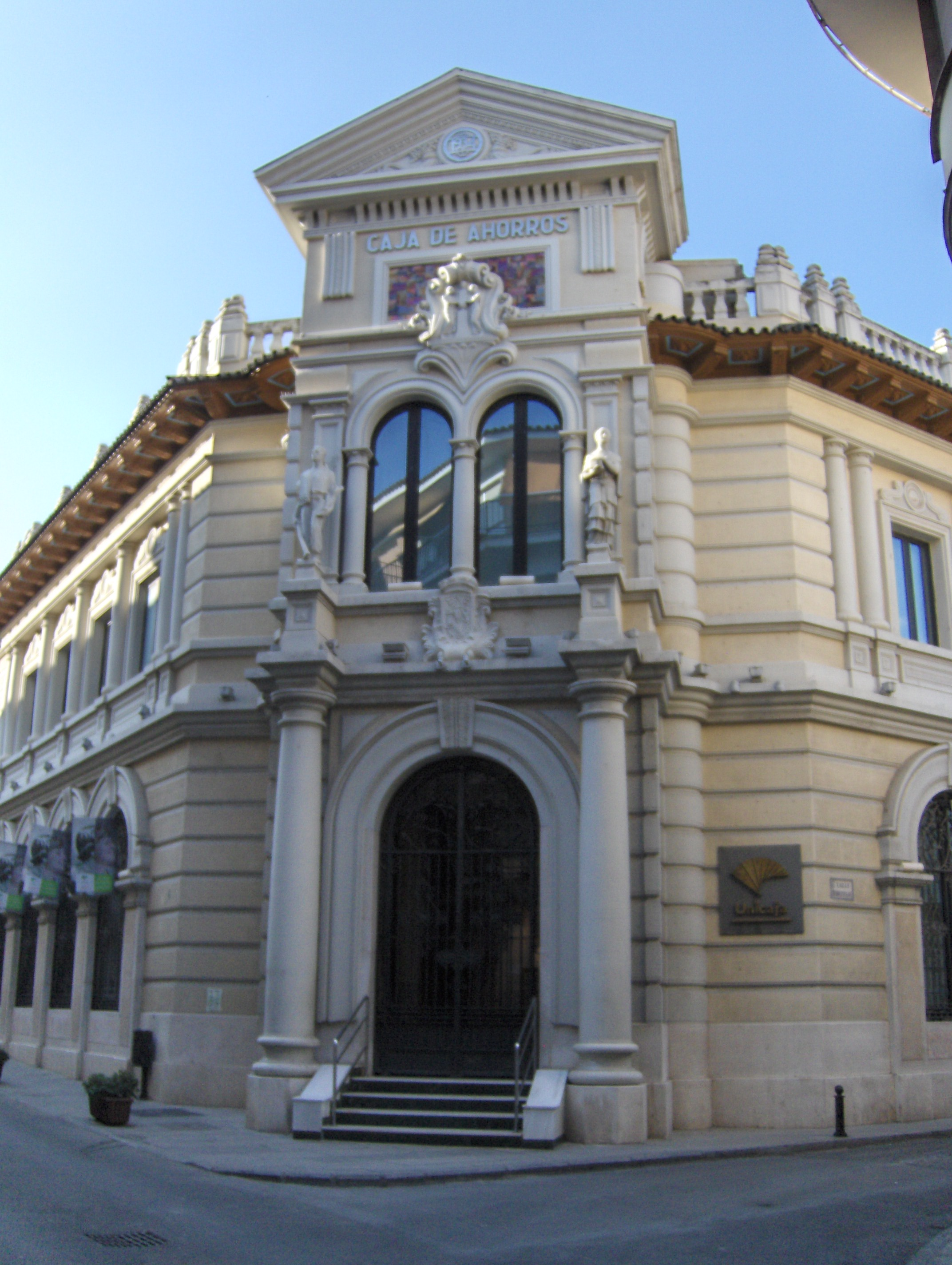
Sede de Unicaja en Antequera.

La Caja de Ahorros de Antequera (Caja de Ahorros y Préstamos de Antequera) fue una caja de ahorros fundada en Antequera en 1904 por el jesuita Padre Ferris y Rafael Bellido Carrasquilla, estrechamente unida al Ayuntamiento de Antequera y a la Iglesia. El mismo año en que surgió la idea de la caja, los interesados consiguieron reunir 7.500 pesetas, presupuesto con el que abrió sus puertas la caja el 14 de febrero.
En 1991 se unió con la Caja de Ahorros y Monte de Piedad de Cádiz, el Monte de Piedad y Caja de Ahorros de Almería, la Caja de Ahorros Provincial de Málaga y el Monte de Piedad y Caja de Ahorros de Ronda para constituir el Monte de Piedad y Caja de Ahorros de Ronda, Cádiz, Almería, Málaga y Antequera, comercialmente conocida como Unicaja.